# دانا ديفيس
دانا ديفيس (بالإنجليزية: Dana Davis)‏ ممثلة أمريكية من مواليد 1984.

## مواقع خارجية
- دانا ديفيس على موقع IMDb (الإنجليزية)
- دانا ديفيس على موقع ألو سيني (الفرنسية)
- دانا ديفيس على موقع أول موفي (الإنجليزية)
- دانا ديفيس على موقع قاعدة بيانات الأفلام السويدية (السويدية)
- دانا ديفيس على موقع قاعدة بيانات الفيلم (الإنجليزية)
- دانا ديفيس على موقع كينوبويسك (الروسية)